# Amerzone
Amerzone (französischer Originaltitel: L'Amerzone : Le testament de l'explorateur, auf Deutsch etwa Amerzone: Das Vermächtnis des Erforschers) ist ein Point-and-Click-Adventure des belgischen Autors und Comiczeichners Benoît Sokal in Zusammenarbeit mit dem Spieleentwickler Microïds. Es handelt von einem Journalisten, der einem sterbenden Forscher verspricht, an seiner Stelle nach „Amerzone“ zu reisen, ein weitgehend von der Außenwelt abgeschnittenes Land in Zentralamerika, um dort durch Vollendung eines geheimnisvollen Rituals eine alte Schuld zu begleichen.
Amerzone wurde im März 1999 zunächst für Microsoft Windows auf CD-ROM veröffentlicht. Nach Übernahme der Rechte durch Anuman Interactive erschienen ab 2011 technisch verbesserte Versionen des Spiels als Download auch für weitere, vor allem mobile, Plattformen.
2025 erschien ein Remake für PC, PlayStation 5 und Xbox Series S/X.

## Handlung

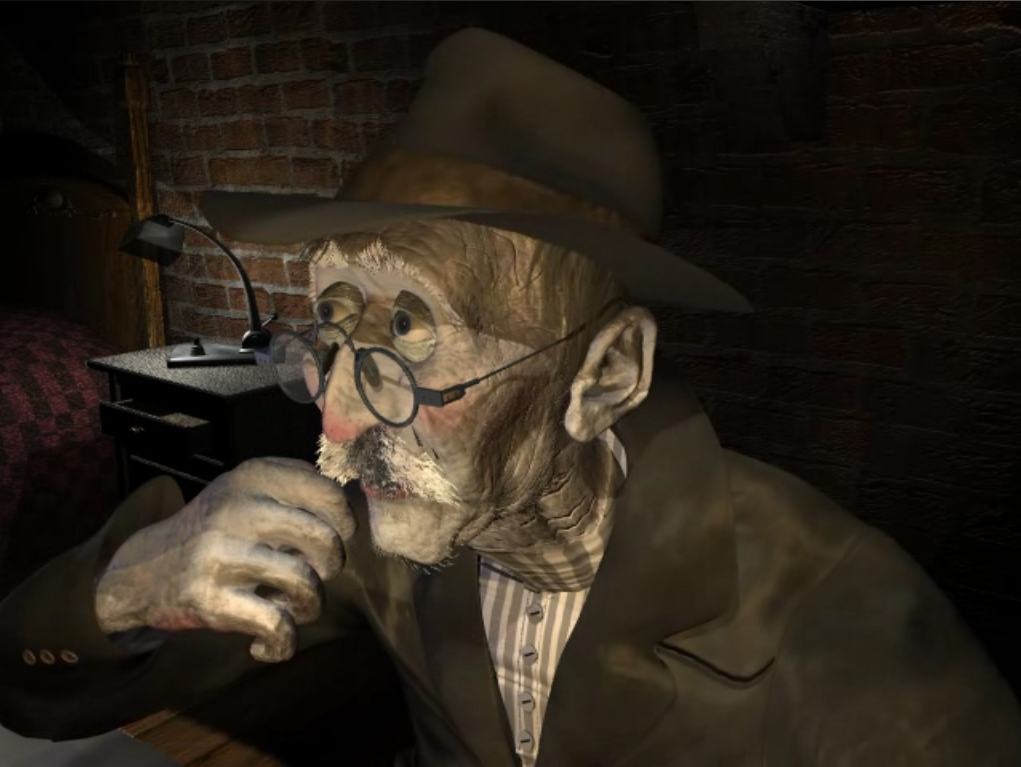
Alexandre Valembois

Im Jahr 1932 erforschte der Abenteurer Alexandre Valembois im Auftrag des Muséum national d’histoire naturelle eine weitgehend unbekannte Region des zentralamerikanischen Landes Amerzone. Dabei erfuhr er durch Ureinwohner von einem über Jahrhunderte gepflegten alten Ritual, bei dem einer ebenso seltenen wie mysteriösen Spezies weißer Vögel beim Schlüpfen aus ihren Eiern geholfen wird. Der in Europa völlig unbekannte Glaube an die heiligen weißen Vögel, die angeblich ihr gesamtes Leben in der Luft verbringen und nie landen, faszinierte Valembois so sehr, dass er schließlich das Vertrauen der Einheimischen missbrauchte. Er stahl eines der geheimnisvollen Eier und brachte es nach Europa. Dort schenkte man seinen Erzählungen allerdings keinen Glauben, und insbesondere von der Forschung wurde er ignoriert.
Die Spielhandlung setzt erst sechzig Jahre später ein. Amerzone ist noch immer ein weitgehend unerforschtes Land, das durch den herrschenden Diktator Antonio Álvarez von der Außenwelt abgeschnitten wird. Valembois ist inzwischen aber ein alter Mann, der einsam in der Bretagne lebt und den Tod nahen fühlt. Der Diebstahl des Eis belastet ihn, und er möchte das Unrecht gerne ungeschehen machen. Er trifft Vorbereitungen für eine letzte Reise nach Amerzone, verfügt aber nicht mehr über die notwendige Konstitution dafür. An dieser Stelle wird er vom Spieler aufgesucht, der die Rolle eines jungen Journalisten übernimmt. Valembois bittet den Spieler, an seiner Stelle das offenbar noch fruchtbare Ei zurück nach Amerzone zu bringen, um dort den Kult um die weißen Vögel neu zu beleben. Mit Hilfe einer Erfindung Valembois', des Hydroflots, einer Art Amphibienflugzeug, gelangt der Spieler nach Amerzone. Dort gilt es dann, das Ei an seinen Bestimmungsort zu bringen und das von Valembois geschilderte Ritual zu vollenden.

## Spielprinzip und Technik

Spielumgebung mit Kameraschwenks

Amerzone ist ein Point-and-Click-Adventure. Das Spielgeschehen wird in einer 3D-Umgebung aus der Ich-Perspektive dargestellt. Die Kamera ist am Standort des Spielers fixiert und kann mit der Maus frei gedreht werden. Objekte, mit denen man interagieren kann, werden durch eine Veränderung des Cursors gekennzeichnet. Jeder Standort enthält Ausgänge, die wie Objekte angeklickt werden können. Der aktuelle Standort wird dann ausgeblendet und die Kamera wechselt auf eine neue Umgebung. Längere Wegstrecken werden mittels eines Multifunktionsfahrzeugs zurückgelegt, dem Hydraflot, das schwimmen, tauchen, fliegen und segeln kann. Mit der Maus erkundet der Spieler die jeweilige Umgebung, interagiert mit Objekten oder kombiniert Gegenstände, um damit Rätselaufgaben zu lösen oder der Haupthandlung zu folgen. Das Spiel verfügt abseits der Cutscenes über keine Musikuntermalung, sondern lediglich über Umgebungsgeräusche.

## Entwicklungs- und Veröffentlichungsgeschichte

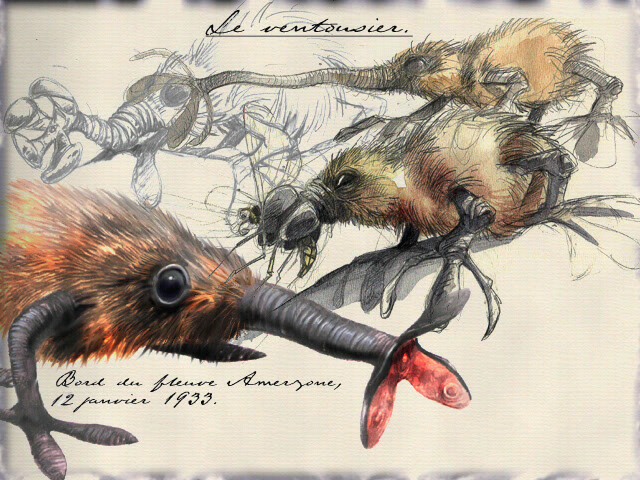
Zeichnung der Fauna von Amerzone

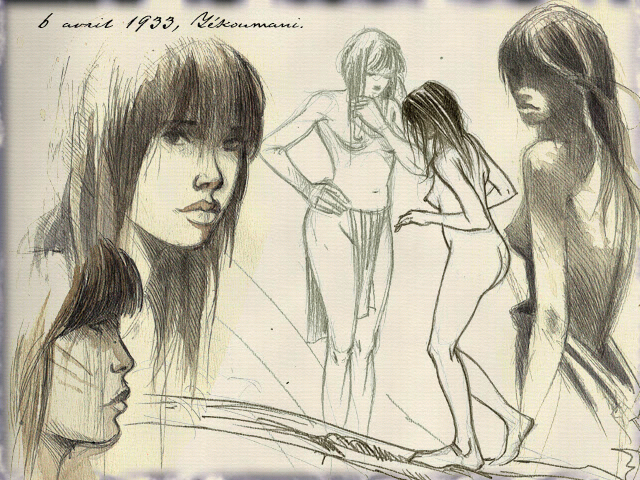
Konzeptzeichnung eines Charakters von Sokal

Orte, Handlung und einige Charaktere des Spiels basieren lose auf Canardo, einer Comicserie, die Sokal in den 1980er-Jahren geschaffen hatte. Vor allem in Band 5 (L'Amerzone) wird bereits die spätere Spielwelt des Adventures skizziert. Schon zu dieser Zeit plante Sokal laut eigener Aussage, das Amerzone-Szenario zu geeigneter Zeit wieder aufzugreifen.
1995 arbeitete er ohne größere Ambitionen an einer Multimedia-CD-ROM, die digitalisierte Versionen seiner Arbeiten und einige 3D-Modelle enthielt. Auftraggeber des Projekts war sein belgischer Verlag Casterman, bei dem Sokal auch schon seine Bücher und Comics publizierte. Da 3D-Software zu dieser Zeit eine rasante Evolution aufwies, war Sokals Projekt binnen kurzer Zeit hoffnungslos veraltet. Er entwickelte anhand der digitalisierten Entwürfe das Konzept für Amerzone. Ursprünglich sollte auch hier Casterman die Produktion und Finanzierung übernehmen; der bei Casterman beschäftigte Techniker Gregory Duquesne erstellte mit LightWave 3D und Bryce einen Prototyp. Am Storyboard war für kurze Zeit Benoît Peeters beteiligt.
Die Kosten von Sokals Projekt überstiegen die finanziellen Möglichkeiten von Casterman. 1997 beteiligte sich der französische Publisher Microfolie’s, der bis dahin primär die Adventures von Cryo Interactive verlegt hatte, an der Amerzone-Produktion, geriet im Folgejahr aber in finanzielle Schieflage. Der aufstrebende Publisher Microïds kaufte Microfolie’s auf und finanzierte die Fertigstellung von Amerzone.
Der Soundtrack für die Cutscenes entstand unter der Regie von Dimitri Bodiansky im Pariser Tonstudio KBP. Zu den Komponisten gehörte Nicholas Varley, der zuvor als Toningenieur an Little Big Adventure 2 beteiligt war und später die Soundtracks bedeutender Microïds-Adventures wie Syberia, Still Life oder Paradise komponieren sollte.
Amerzone war für Microïds ein signifikanter finanzieller Erfolg; in den ersten zwei Jahren nach Erscheinen wurden rund 500.000 Einheiten abgesetzt. Bis 2012 stieg die Anzahl verkaufter Einheiten auf über eine Million.
Nach Übernahme des ehemaligen Entwicklungsstudios durch Anuman Interactive Anfang des Jahres 2010 folgten ab 2011 Portierungen von Amerzone für Mac OS X, iOS und zuletzt Android. Die deutsche Fassung erhielt dabei teilweise den leicht abgewandelten Titel Amerzone: Das Testament des Forschungsreisenden.
Mit Syberia und Syberia II schuf Sokal in den Jahren 2002 und 2004 zwei weitere Point-and-Click-Adventures, die auf die Amerzone-Spielwelt Bezug nehmen. Die weißen Vögel aus Amerzone inspirierten Benoît Sokal zu Namen und Logo des von ihm im Jahr 2003 mit Jean-Philippe Messian, Olivier Fontenay und Michel Bams gegründeten eigenen Entwicklungsstudios White Birds Productions.

### Sprecher
Die Sprachaufnahmen wurden durch das Studio KBP in Paris durchgeführt.
| Rolle               | Sprecher        | Sprecher           |
|                     | französisch     | englisch           |
| ------------------- | --------------- | ------------------ |
| Postbote            | Hubert Drac     | Doug Rand          |
| Alexandre Valembois | Michel Barbey   | James Shuman       |
| David Mackowski     | Luc Gentil      | Joe Sheridan       |
| Antonio Alvarez     | Marc Moro       | Christian Erickson |
| Erzählerin          | Françoise Cadol | Jodi Forrest       |

## Rezeption
Amerzone erhielt gemischte bis positive Bewertungen. Die Rezensionsdatenbank GameRankings aggregierte 9 Rezensionen zu einem Mittelwert von 73.
Das deutsche Printmagazin Power Play sah in technischer Hinsicht prinzipielle Anleihen beim Genreklassiker Myst, wenngleich Amerzone technisch deutlich ausgereifter sei. Redakteur Joachim Nettelbeck lobte die „spannende Wildnis-Story“, die Atmosphäre des Spiels und seine „wirklich grandiosen Umgebungsgeräusche“, kritisierte aber ein spezifisches, den Spielspaß deutlich senkendes Rätsel sowie den „etwas bräsigen“ Einstieg in das Spiel. Das Fachmagazin Adventure-Treff stellte heraus, dass der Spielcharakter namen-, gesichts- und sprachlos bleibe, was einerseits das Problem umgehe, einen Charakter zu erschaffen, mit dem man sich identifizieren müsse, andererseits aber in der Folge den Verzicht auf ein Dialogsystem bedeute. Das Magazin lobte die „faszinierende Story (...) voll mit Geschichten, Riten, Legenden und Verbindungen zwischen den Hauptpersonen“. Kritisiert wurden eine Linearität des Spiels speziell zum Ende hin sowie die Ähnlichkeit mancher Örtlichkeiten, die dazu führten, dass man sich leicht in der Spielwelt verlaufe.
Das französische Magazin Jeuxvideo.com lobte die raffinierte und detaillierte Grafik und die einfache und ergonomische Steuerung. Die Rätsel seien von unterschiedlicher Schwierigkeit, aber stets logisch und somit „mit etwas Nachdenken und Beharrlichkeit“ stets lösbar. In Summe sei Amerzone ein exzellentes Adventure, das an Myst erinnere und „Dutzende Stunden“ Spielspaß biete.
1999 erhielt Amerzone beim damals größten europäischen Festival für Computergrafik Imagina den Preis in der Sektion „Spiele“.